# Delostoma integrifolium
Espèce
Classification APG III (2009)
Delostoma integrifolium, connu sous le nom quechua local (dept. Ayacucho, prov. Parinacochas) de jeroja, est une espèce de plantes à fleurs de la famille des Bignoniaceae. C'est un arbuste originaire des Andes.

## Description
C'est un arbuste pouvant atteindre 4 ou 5 mètres de haut (généralement 2). Il fleurit à la saison des pluies, autour de février. Les fleurs sont généralement roses, parfois blanches (couleur uniforme sur chaque arbuste). 

## Répartition et habitat

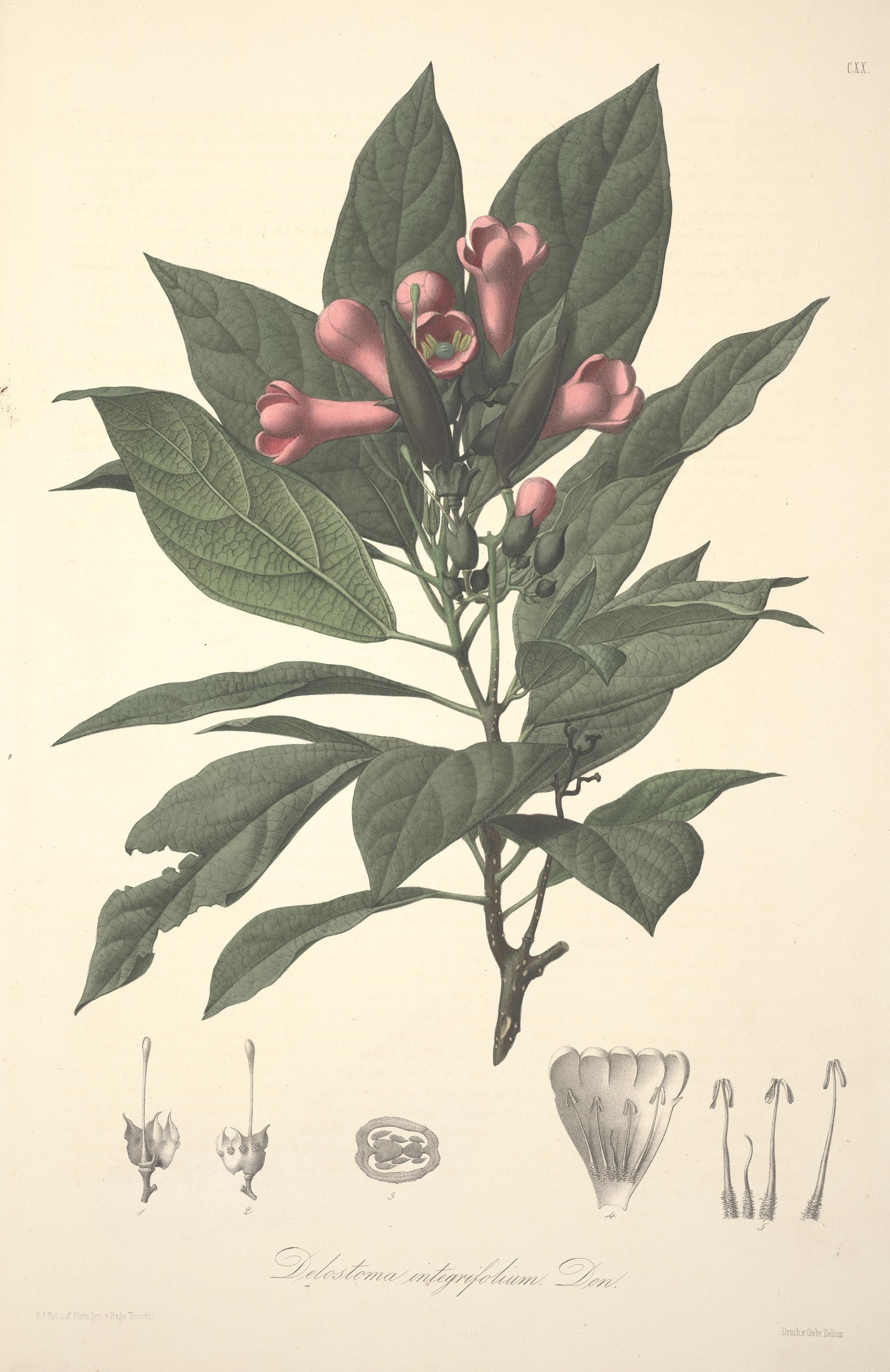
D. integrifolium.

La plante pousse dans les Andes méridionales du Pérou, sur le versant Pacifique des Andes.
Il s'accroche souvent aux pentes abruptes des montagnes.
Aucune utilisation n'est connue.

## Systématique

### Synonymes
Cette espèce possède de nombreuses autres appellations, synonymes mais non valides : Codazzia rosea H. Karst. & Triana, Codazzia speciosa H. Karst. & Triana, Delostoma hookeri Kraenzl., Delostoma loxense (Benth.) Sandwith, Delostoma nervosum A. DC., Delostoma roseum (H. Karst. & Triana) K. Schum., Delostoma speciosum (H. Karst. & Triana) K. Schum. ex Jackson, Delostoma weberbauerianum Kraenzl., Tecoma loxensis Benth.